# 白杨 (乒乓球运动员)
白杨（1984年6月13日—），中国退役女子乒乓球运动员，左手横握球拍。

## 生涯
白杨5岁开始打球，1994年进入省市队，1997年入选国家队，1998年夺得世界乒乓球青少年锦标赛女团、女双冠军，女单亚军。2000年全国乒乓球锦标赛，时年16岁的白杨勇夺女单冠军，因此而升入国家女一队。白杨和牛剑锋曾是河北省乒乓球的旗帜，两人合称“河北双姝”，并联手带领河北六通俱乐部夺得2000-2001年赛季和2002年赛季两届中国乒乓球超级联赛女团冠军。2003年和2005年世界乒乓球锦标赛，白杨分别与王皓及刘国正合作，两度打进混合双打决赛，但都惜败获得亚军。2005年十运会，白杨随湖北队夺得女团铜牌，并与牛剑锋合作，夺得女子双打铜牌。2010年，白杨结束运动员生涯，进入中国人民解放军武警政治部体工大队工作。